# Мадагаскар на летних Олимпийских играх 2012
Мадагаскар на летних Олимпийских играх 2012 был представлен в пяти видах спорта.

## Результаты соревнований

### Борьба
Женщины
| Соревнование | Спортсменка | Первый раунд       | Второй раунд       | Четвертьфинал      | Полуфинал          | Финал              |
| Соревнование | Спортсменка | Соперник Результат | Соперник Результат | Соперник Результат | Соперник Результат | Соперник Результат |
| ------------ | ----------- | ------------------ | ------------------ | ------------------ | ------------------ | ------------------ |
| до 72 кг     |             |                    |                    |                    |                    |                    |

### Дзюдо
Мужчины
| Соревнование | Спортсмен         | Предварительный раунд | 1/32               | 1/16               | Четвертьфиналы     | Полуфиналы         | Финал              | Первый утешительный раунд | Утешительный четвертьфинал | Утешительный полуфинал | За 3 место Финал   |
| Соревнование | Спортсмен         | Соперник Результат    | Соперник Результат | Соперник Результат | Соперник Результат | Соперник Результат | Соперник Результат | Соперник Результат        | Соперник Результат         | Соперник Результат     | Соперник Результат |
| ------------ | ----------------- | --------------------- | ------------------ | ------------------ | ------------------ | ------------------ | ------------------ | ------------------------- | -------------------------- | ---------------------- | ------------------ |
| до 81 кг     | Фетра Ратсимизива |                       |                    |                    |                    |                    |                    |                           |                            |                        |                    |

### Тяжёлая атлетика
Спортсменов — 1
Женщины
| Категория | Спортсмен                  | Вес   | Рывок | Рывок | Рывок | Толчок | Толчок | Толчок | Всего | Место |
| Категория | Спортсмен                  | Вес   | 1     | 2     | 3     | 1      | 2      | 3      | Всего | Место |
| --------- | -------------------------- | ----- | ----- | ----- | ----- | ------ | ------ | ------ | ----- | ----- |
| до 48 кг  | Аринелина Ракотондраманана | 47.74 | 55    | 55    | 60    | 75     | 80     | 82     | 135   | 12    |